# Pico Mencilla
El Pico Mencilla, o simplemente Mencilla, es una montaña de la península ibérica y la cumbre más elevada de la sierra de Mencilla, a su vez parte de la sierra de la Demanda dentro del sistema Ibérico. Con una altitud de 1932 metros sobre el nivel del mar y una prominencia de 532 metros, da su nombre a la sierra homónima. Se encuentra situado en el Espacio natural Sierra de la Demanda y convergen en él los términos municipales de Pineda de la Sierra y Tinieblas de la Sierra, en la comarca de Sierra de la Demanda, en la provincia de Burgos, Castilla y León (España).
En su ladera norte se encuentra la estación de esquí de Valle del Sol, aunque actualmente no se encuentra operativa.

## Etimología
La etimología del topónimo «Mencilla» no está claramente establecida. No existen registros históricos o documentación que expliquen el origen del nombre. Sin embargo, se cree que podría derivar de alguna palabra o término local relacionado con las lenguas prerromanas como el euskera, proponiéndose extremo de la hondonada (men-zilla) como posible significado.
El Mencilla también pudo llegar a recibir la denominación de Cerro Pelayo,aunque se carece de suficientes registros que permitan afirmarlo de forma fehaciente. 

## Orografía
El Mencilla, con una altitud de 1932,23 m s. n. m., se coloca como la undécima montaña más alta de la provincia de Burgos. Una prominencia de 532 metros, que le otorga un aislamiento de aproximadamente 9 kilómetros respecto al pico Tres Mojones (1939 m s. n. m.).

## Rutas de ascenso
Existen diferentes rutas para ascender al Pico Mencilla desde todos los puntos cardinales, pero siendo más habituales las ascensiones por la cara norte:
- Desde Pineda de la Sierra: Empieza a 1209 m s. n. m. en el caserío de la localidad, ascendiendo entre los prados, floresta hasta la despejada loma de Cerro Plantizo (1788 m s. n. m.). Ahí se sigue el cordal de la Sierra en dirección este para llegar al Mencilla. teniendo amplias vistas el itinerario restante.
- Desde Valle del Sol: Es la más corta y frecuentada. Partiendo de la antigua estación de esquí de Valle del Sol (1470 m s. n. m.) se asciende en línea recta por las antiguas pistas hasta alcanzar el collado de Valle Mayor (1879 m s. n. m.), desde donde se sigue al oeste hasta la cercana cumbre. Pudiéndose ampliar el recorrido visitando el cercano refugio y área recreativa del  Esteralbo. Paralelamente, se puede acometer el ascenso por la Concha de Pineda, con pendientes de 45° se hace necesario material de escalada, con una graduación de Poco Difícil en la escalada alpina.
- Desde el Puerto del Manquillo:
- Desde Tinieblas de la Sierra:

## El Mencilla en la cultura

### Subida del Belén al Pico Mencilla
Esta tradición, llevada a cabo por el Club Deportivo Montañeros Burgaleses desde 1950, consiste en la subida e instalación de un Nacimiento en la cima del Mencilla el domingo anterior a la Navidad. Cada año participan cientos de personas de diversas edades, abriéndose a gente fuera del Club. Ascendiendo de mañana desde Pineda de la Sierra y acabando con un almuerzo en el refugio del Esteralbo, perteneciente al Club Deportivo Montañeros Burgaleses. 